# Sudół Górny
Sudół Górny – część wsi Sudół w Polsce, położona w województwie świętokrzyskim, w powiecie ostrowieckim, w gminie Bodzechów.
W latach 1975–1998 Sudół Górny administracyjnie należał do województwa kieleckiego.